# 石山リョウ
石山 リョウ（いしやま りょう）は日本のAV女優。

## 略歴・人物
2007年に「佐々木涼（ささき りょう）」（アートプロモーション所属）の芸名でAVデビュー。
2009年6月より「石山リョウ」として活動している。

## 出演作品

### 「佐々木涼」名義
2007年
- LOVE3 KISS 2（7月13日、オメガゼロ）共演:工藤なつき
- 人妻高級ソープ 12（10月15日、フォーエバー）

2008年
- 会員制高級ソープ 美人妻専門店（6月6日、GLAY'z）他出演:伊沢夕、常盤あすか
- 燃エル人妻（8月7日、桃太郎映像出版）
- おしゃぶり予備校 9（8月8日、FS.ナイツビジュアル）
- 淫語中出しソープ 3（8月13日、AVS）
- 陵辱 人妻狩り!!（8月21日、ヒビノ）他出演:星川ゆり、東城えみ
- 真性 中出し 女犯（9月19日、桃太郎映像出版）

2009年
- セックスマシーン×オナニー vol.3（1月16日、FS.ナイツビジュアル）他出演:今野梨乃、上原結衣、あおい
- 実録 人妻レイプ 〜ザ・サイレント〜（1月22日、ヒビノ）他出演:滝沢ちひろ、松野あおい、井上世梨、新藤さやか
- 若妻お乳狩り（2月20日、イエローダック）
- 素人 美乳妻 一日限りの中出し不倫旅行 3（3月20日、Nadeshiko）
- ふたなりトリプルレズ 禁断のセレブ姉妹大量射精交尾（5月20日、イマージュ）共演:水木恵理、葦沢鳴海
- 団地妻エステ（5月28日、イエローダック）

2011年
- スリップ 着せてやり放題 援交おやじの生録画（6月20日、EROTIC STONES FILMS）他出演:凛音涼子

#### 「石山リョウ」名義
2009年
- スリップの女 5（11月20日、煩悩BALL）

2010年
- 突然2回連続でしゃぶられちゃった僕。 その6（6月25日、アロマ企画）他出演:堀口奈津美、美咲りん、北村りょう、朝比奈瑠依
- 快感増幅、貪欲、寸止めオナニー（7月13日、アロマ企画）他出演:柳田やよい、真白希実、美咲りん、桜庭彩